# Theresa Wolff – Dreck!
Theresa Wolff – Dreck! ist ein deutscher Fernsehfilm von Hansjörg Thurn aus dem Jahr 2023 und die vierte Folge der ZDF-Kriminalfilmreihe Theresa Wolff – Der Thüringenkrimi mit Nina Gummich in der Titelrolle als Rechtsmedizinerin. Die Episode hat eine Länge von ca. 89 Minuten und wurde am 3. Februar 2024 auf dem Sendeplatz ZDF-Samstagskrimi erstmals im deutschen Fernsehen ausgestrahlt. Seine Premiere feierte der Film bereits am 9. Juni 2023 auf dem Internationalen Filmfest Emden-Norderney. Weitere Voraufführungen gab es am 18. Juli auf der Filmarena des Film e.V. Jena und zwischen dem 25. August und 10. September 2023 auf dem 19. Festival des deutschen Films in Ludwigshafen. Die Episode ist für den Filmkunstpreis und den Rheingold Publikumspreis 2023 des Festivals des deutschen Films nominiert.

## Handlung
Rechtsmedizinerin Dr. Theresa Wolff trägt sich mit dem Gedanken, eine Kontaktanzeige aufzugeben, um sich im Umgang mit lebenden Menschen zu üben, was ihr immer noch schwerfällt. Der Ruf zu einem neuen Tatort unterbricht ihr Vorhaben. Aufgefunden wurde die Leiche des Zuhälters Ulrich Rochow, was die Ermittlungen des zuständigen Kommissars Lewandowski in die Rotlichtszene lenkt. Theresa Wolff findet schnell heraus, dass der Mann lebendig begraben worden ist.
Noch ehe sie den Leichnam näher untersuchen kann, wird sie von der Edelprostituierten Boriana Maydell kontaktiert, die fordert, alle Ergebnisse als Erste zu erhalten, bevor sie ein anderer erfährt. Nach dieser bedrohlichen Begegnung ist Theresa Wolff etwas eingeschüchtert und spricht nicht mit Kommissar Lewandowski darüber. Dieser ermittelt gerade im Rotlichtmilieu, wo sich Boriana Maydell offensichtlich als neue Unternehmerin betätigen will. 
Verdächtig sind aber auch die Prostituierten des Opfers, die er mit fragwürdigen Methoden gefügig gemacht hatte. Eine Spur führt Lewandowski und Wolff zu Heidi Müller, der Mutter eines von Rochows Mädchen, das drei Wochen zuvor bei einem Autounfall ums Leben kam. Da Theresa Wolff von einem Streit zwischen Rochow und Carmen Müller weiß, forscht sie nach. Sehr schnell entdeckt sie Auffälligkeiten und Versäumnisse bei der Obduktion dieses Opfers und kurz nachdem sie Heidi Müller mitteilt, ihre Tochter exhumieren zu wollen, wird auch Carmens Freundin und „Kollegin“ von einem Auto angefahren. Lewandowski verdächtigt weiterhin Boriana Maydell, auf diese Weise Druck auszuüben, um sich in den „Markt“ zu drängen.
Theresa Wolff findet derweil heraus, dass Carmen Müller Dialysepatientin und kurz vor ihrem Tod mit einem chronischen Nierenversagen zusammengebrochen war. Um die sterbende junge Frau zu „entsorgen“, wurde sie von dem Eventmanager Erwin Riedberg, der für den Abend junge Frauen für ein Shooting gebucht hatte, mit dem Auto überfahren. Müllers Freundin hatte das heimlich gefilmt, weshalb er sie ebenfalls überfahren wollte. Nachdem eindeutige Spuren an seinem Auto gesichert werden konnten, wird er festgenommen.
Für den Tod von Ulrich Rochow waren aber die Mütter der Mädchen, die unter Rochow arbeiten und leiden mussten, verantwortlich. Deshalb hatten sie sich zusammengetan, Rochow in eine Falle gelockt und wollten ihn so leiden lassen, wie ihre Töchter unter ihm gelitten hatten. Sie hatten ihn mit Steinen beworfen und letztendlich lebend begraben.

## Produktionsnotizen
Die Dreharbeiten für Theresa Wolff – Dreck! fanden im Zeitraum vom 27. September bis zum 27. Oktober 2022 in Jena und Umgebung statt.

## Rezeption

### Kritiken
Auf tittelbach.tv urteilte Volker Bergmeister: Dieser „vierte Film der ZDF-Reihe, ist ein klassischer Ermittler-Krimi, mit eindringlichen Bildern und einer wendungsreichen Geschichte. Stamm-Autor Hansjörg Thurn (mit Carl-Christian Demke) hat erstmals auch die Regie übernommen, weiß seine Hauptfiguren gekonnt in Szene zu setzen und nutzt geschickt das Geplänkel zwischen dem sehr physisch agierenden Kommissar und der jungen Leiterin der Jenaer Rechtsmedizin, um für einen sympathischen Kontrast zur düsteren Handlung zu sorgen.“ „Nina Gummich überzeugt als Theresa Wolff mit einer Mischung aus lakonisch schnoddrigem Witz und gebremster Emotionalität.“
Oliver Armknecht von film-rezensionen.de wertete: Diesmal „darf die Protagonistin sich zwar von einer etwas menschlicheren Seite zeigen. Ansonsten hebt sich der Krimi aber erneut dadurch ab, dass die Gerichtsmedizinerin mit Toten besser kann als mit Lebenden. Der Rest des Krimis ist weniger erwähnenswert, auch wenn der Fall um einen ermordeten Zuhälter tragische Momente hat“ und „wenn das Thema Prostitution grundsätzlich auch ein gesellschaftliches ist, wird dieses Mal auf eine Holzhammer-Moral verzichtet, wie sie letztes Jahr zum Einsatz kam.“
Bei Prisma.de schrieb Franziska Wenzlick: „Es ist lobenswert, dass die Macher eines ZDF-Samstagskrimis zur besten Sendezeit einen ungeschönten Blick auf die Prostitutionsszene in Deutschland werfen. Sonderlich spannend geraten ist die neue und leider recht vorhersehbare Episode der 2021 gestarteten Reihe jedoch nicht. Besonders die Auflösung des Falls enttäuscht und wirkt konstruiert. Schade – schließlich birgt "Theresa Wolff" schon ob der besonderen Titelheldin großes Potenzial.“
Für Evangelisch.de wertete Tilmann P. Gangloff: „Auch wenn der versierte Teil des Krimipublikums spätestens nach zwei Dritteln ahnt, wer den Zuhälter auf dem Gewissen hat: Dem Vergnügen tut das keinen Abbruch. ‚Dreck‘ wäre dank Gummich selbst dann noch sehenswert, wenn die gleichfalls ausgezeichnete Musik (Johannes Kobilke) die Spannung nicht immer wieder in die Höhe treiben würde.“

### Einschaltquoten
Die Erstausstrahlung von Theresa Wolff – Dreck am 3. Februar 2024 wurde in Deutschland von 5,31 Millionen Zuschauern gesehen und erreichte einen Marktanteil von 20,3 % für das Zweite Deutschen Fernsehen.